# ويلا فورد
ويلا فورد (بالإنجليزية: Willa Ford)‏ هي مغنية ومنتجة أسطوانات وراقصة وعارضة وملحنة وموسيقية وممثلة أمريكية، ولدت في 22 يناير 1981 في الولايات المتحدة.

## أعمال

### أفلام
- (2009) يوم الجمعة الثالث عشر[5][6]

## وصلات خارجية
- ويلا فورد على موقع IMDb (الإنجليزية)
- ويلا فورد على موقع ألو سيني (الفرنسية)
- ويلا فورد على موقع ميوزك برينز (الإنجليزية)
- ويلا فورد على موقع أول موفي (الإنجليزية)
- ويلا فورد على موقع قاعدة بيانات الأفلام السويدية (السويدية)
- ويلا فورد على موقع إن إن دي بي (الإنجليزية)
- ويلا فورد على موقع أول ميوزيك (الإنجليزية)
- ويلا فورد على موقع ديسكوغز (الإنجليزية)
- ويلا فورد على موقع قاعدة بيانات الفيلم (الإنجليزية)
- ويلا فورد على موقع كينوبويسك (الروسية)